# Néstor Pías Torres
Néstor Fabián Pías Torres (Montevideo, 7 de març del 1981) és un ciclista uruguaià. Guanyador dos cops del campionat nacional en contrarellotge.

## Palmarès
- 2004
  - Vencedor d'una etapa a la Volta a l'Uruguai
- 2005
  - Vencedor d'una etapa a la Rutes d'Amèrica
- 2008
  - Vencedor d'una etapa a la Rutes d'Amèrica
- 2011
  - Vencedor d'una etapa a la Rutes d'Amèrica
- 2014
  - Campió d'Uruguai en contrarellotge
- 2015
  - Campió d'Uruguai en contrarellotge
  - 1r a la Rutes d'Amèrica i vencedor d'una etapa
- 2016
  - 1r a la Volta a l'Uruguai i vencedor d'una etapa
  - Vencedor d'una etapa a la Rutes d'Amèrica